# Equipe albanesa na Copa Davis
A equipe albanesa na Copa Davis representa a Albânia na Copa Davis, principal competição de tênis masculina por equipes do mundo. É administrada pela Albanian Tennis Federation.